# Culex innovator
Culex innovator är en tvåvingeart som beskrevs av Evans 1924. Culex innovator ingår i släktet Culex och familjen stickmyggor. Inga underarter finns listade i Catalogue of Life.